# City and Colour

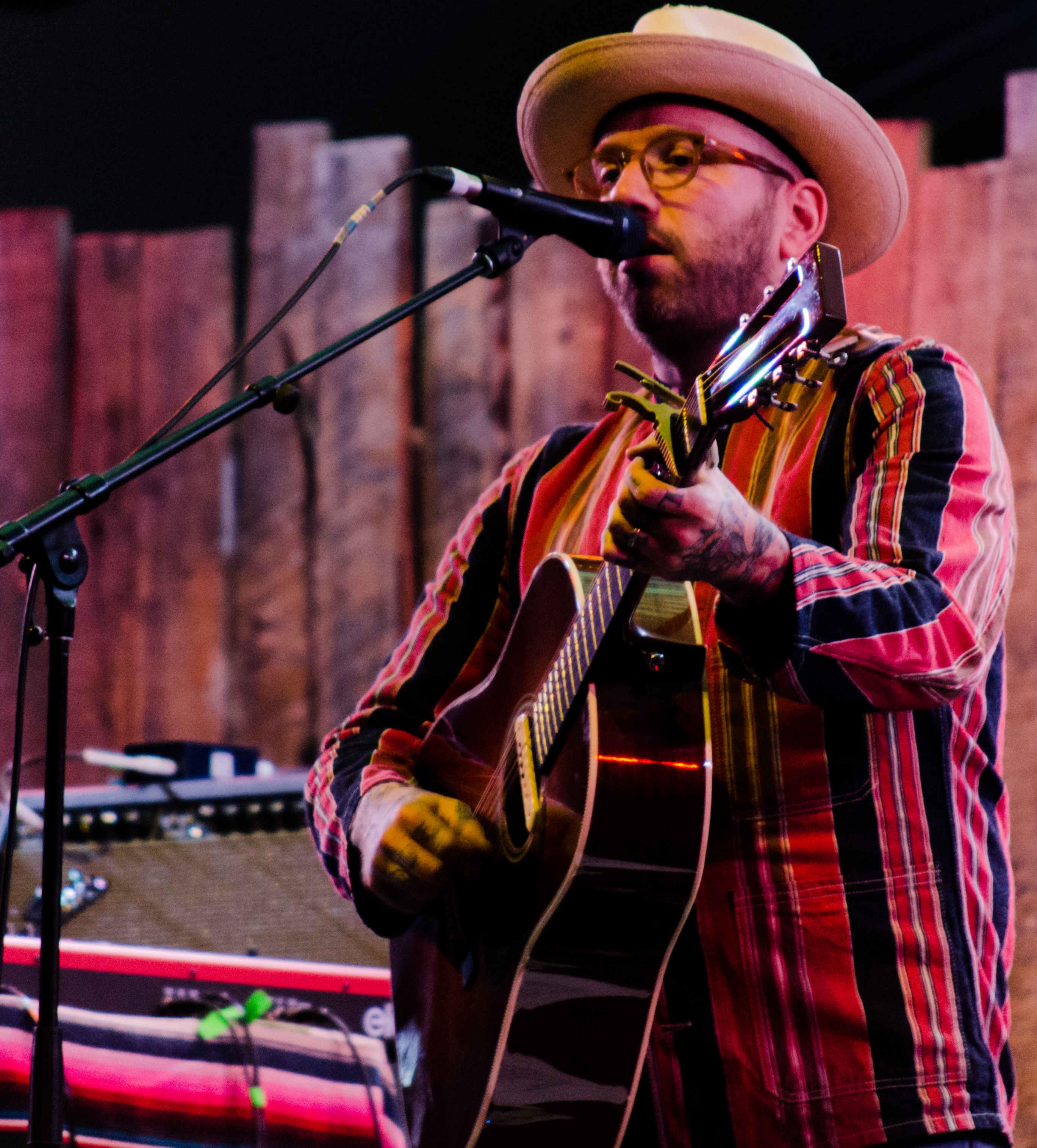
Dallas Green bei einem Konzert in Winnipeg (2013)

City and Colour ist ein Akustik-Solo-Projekt des Alexisonfire-Gitarristen und Sängers Dallas Green (* 29. September 1980 in St. Catherines, Ontario). Der Name des Projekts ergibt sich aus Vor- und Nachnamen des Musikers: Dallas, eine Stadt (City) und Green, Englisch für die Farbe Grün (Colour).

## Geschichte
Dallas Green gründete sein Soloprojekt, noch während er bei Alexisonfire aktiv war. Er begann Solokonzerte zu spielen, auf denen er seine erste Extended Play The Death of Me verkaufte. Das erste Album Sometimes erschien am 1. November 2005. Vorher veröffentlichte er die Single Missing in einer Auflage von 1000 Stück; der Gewinn aus den Verkäufen ging an den Denis Morris High School Starvathon. Mit Sometimes tourte er durch Kanada, das Album verkaufte sich dort sehr gut. Zudem wurde Green der Juno Award für das beste Alternative-Album des Jahres verliehen.
Für das Benefiz-Tributalbum Borrowed Tunes II: A Tribute to Neil Young coverte er 2007 den Song Cowgirl in the Sand. Nach einem Livealbum folgte 2008 sein zweites Album Bring Me Your Love bei dem Gordon Downie (Tragically Hip) sowie Ian Romano und Spencer Burton (beide Attack in Black) mitwirkten.
2011 löste sich Alexisonfire auf und Green konnte sich auf seine Solokarriere konzentrieren. Little Hell (2011) wurde von Alex Newport (The Mars Volta) produziert. Am 31. Mai 2013 erschien das Album The Hurry and the Harm, mit dem sich Dallas Green erstmals auch in den deutschen Charts platzieren konnte und das in Kanada ein Nummer-eins-Hit wurde. Alle Studioalben wurden in Kanada mit einer Platin-Schallplatte ausgezeichnet. Im Oktober 2014 veröffentlichte Dallas Green unter dem Projektnamen You+Me zusammen mit der Sängerin P!NK das Album Rose Ave.

## Diskografie

### Alben
| Jahr | Titel                       | Höchstplatzierung, Gesamtwochen, AuszeichnungChartplatzierungen (Jahr, Titel, Platzierungen, Wochen, Auszeichnungen, Anmerkungen) | Höchstplatzierung, Gesamtwochen, AuszeichnungChartplatzierungen (Jahr, Titel, Platzierungen, Wochen, Auszeichnungen, Anmerkungen) | Höchstplatzierung, Gesamtwochen, AuszeichnungChartplatzierungen (Jahr, Titel, Platzierungen, Wochen, Auszeichnungen, Anmerkungen) | Höchstplatzierung, Gesamtwochen, AuszeichnungChartplatzierungen (Jahr, Titel, Platzierungen, Wochen, Auszeichnungen, Anmerkungen) | Anmerkungen                            |
| Jahr | Titel                       | DE | UK | US | CA | Anmerkungen                            |
| ---- | --------------------------- | --- | --- | --- | --- | -------------------------------------- |
| 2005 | Sometimes                   | — | — | — | CA13 Platin · (1 Wo.)CA | Chartplatzierung stammt von 2021       |
| 2007 | Live                        | — | — | — | CA3 (1 Wo.)CA | Erstveröffentlichung: 6. März 2007     |
| 2008 | Bring Me Your Love          | — | — | — | CA3 ×2Doppelplatin · (7 Wo.)CA | Erstveröffentlichung: 12. Februar 2008 |
| 2010 | Live at the Verge           | — | — | — | — | Erstveröffentlichung: 12. Januar 2010  |
| 2011 | Little Hell                 | — | UK43 (1 Wo.)UK | US28 (2 Wo.)US | CA1 ×2Doppelplatin · (10 Wo.)CA                                                                                                   | Erstveröffentlichung: 7. Juni 2011     |
| 2013 | The Hurry & the Harm        | DE83 (1 Wo.)DE | UK32 (1 Wo.)UK | US16 (3 Wo.)US | CA1 Platin · (13 Wo.)CA | Erstveröffentlichung: 4. Juni 2013     |
| 2015 | If I Should Go Before You   | — | UK47 (1 Wo.)UK | US29 (1 Wo.)US | CA1 Gold · (24 Wo.)CA | Erstveröffentlichung: 9. Oktober 2015  |
| 2018 | Guide Me Back Home          | — | — | — | CA53 (2 Wo.)CA | Erstveröffentlichung: 5. Oktober 2018  |
| 2019 | A Pill for Loneliness       | — | — | — | CA1 (… Wo.)CA | Erstveröffentlichung: 4. Oktober 2019  |
| 2023 | The Love Still Held Me Near | — | — | — | CA3 (… Wo.)CA | Erstveröffentlichung: 31. März 2023    |

### Kompilationen
- 2013: Visions Presents City and Colour Retrospective (Beilage zu: Visions, 7/2013)

### Singles und EPs
- 2005. The Death of Me (CD-EP)
- 2005: Comin’ Home (CA: Platin)
- 2005: Save Your Scissors (CA: Platin)
- 2005: Missing (CD-EP)
- 2008: The MySpace Transmissions (Download-EP)
- 2008: The Sleeping Sickness (7’’, Download-Single) (CA: Platin)
- 2008: The Girl (CA: Platin)
- 2010: Split-Tour-7’’ (mit Tegan and Sara)
- 2010: Live at the Orange Lounge (Live-CD-EP)
- 2011: Weightless (7’’)
- 2011: Fragile Bird (7’’, CA: Platin)
- 2011: Grand Optimist (CA: Platin)
- 2011: Covers Part 1 (10’’)
- 2012: Covers Part 2 (7’’)
- 2013: the Lonely Life (7’’)
- 2013: Covers Part 3 (7’’)
- 2013: Thirst (7’’, CA: Gold)
- 2015: Wasted Love (CA: Gold)
- 2015: Lover Come Back (CA: Gold)
- 2017: Peaceful Road / Rain (7’’)

## Auszeichnungen für Musikverkäufe
| Goldene Schallplatte - Australien - 2012: für das Album Little Hell |

Anmerkung: Auszeichnungen in Ländern aus den Charttabellen bzw. Chartboxen sind in ebendiesen zu finden.
| Land/RegionAuszeichnungen für Musikverkäufe (Land/Region, Auszeichnungen, Verkäufe, Quellen) | Gold     | Platin       | Verkäufe  | Quellen         |
| -------------------------------------------------------------------------------------------- | -------- | ------------ | --------- | --------------- |
| Australien (ARIA)                                                                            | Gold1    | —            | 35.000    | aria.com.au     |
| Kanada (MC)                                                                                  | 4× Gold4 | 12× Platin12 | 1.180.000 | musiccanada.com |
| Insgesamt                                                                                    | 5× Gold5 | 12× Platin12 |           |                 |